# Overhage

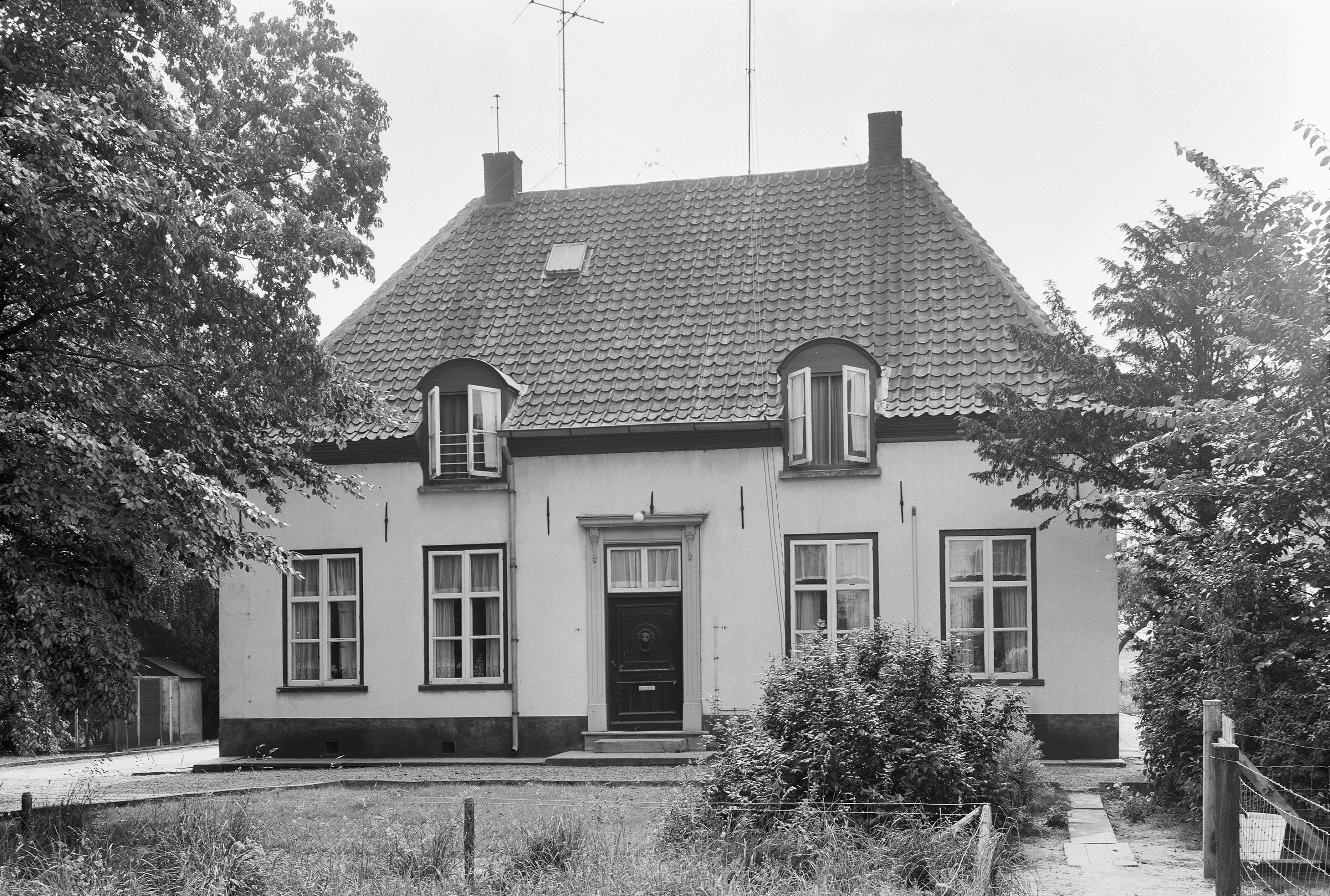
Overhage 16-18, voorgevel, 1968

Het buiten Overhage (soms ook Overacht genoemd) was een landgoed bij Cuijk, gelegen aan de weg richting Grave.

## Geschiedenis
De vroegste beschrijving van bewoning dateert uit het midden de 16e eeuw. In die tijd was het eigendom van de familie Van Stalbergen-Van Vlodrop.
Vanaf 1578 bewoonde de familie Van Galen – van Bronckhorst het kasteel en zij verwierven het in 1584. Maximiliaan van Galen was de eerste bewoner, zijn broer Jan van Galen woonde er vanaf 1603.
Na 1664 zijn er verschillende eigenaars geweest en in 1708 krijgt een naar ons land gevluchte Hugenoot, François Michel de Janicon het goed in bezit. Vanaf 1735 tot omstreeks 1750 werd het huis verhuurd aan Willem Jan Heinsius, telg van een in het Land van Cuijk bekend geslacht, waarvan leden belangrijke functies in het bestuur bekleedden namens de prinsen van Oranje.
Nadat de baron Willem Carel Snouckaert van Schauburg, een kolonel van de infanterie van het Staatse leger, het goed Overhage in 1753 had aangekocht begon hij spoedig met het herstel van het uitgeleefde en verwaarloosde kasteel en omgeving. In 1768 kwam Overhage in handen van Laurens Spengler (1741-1811), marineofficier bij de Admiraliteit van Amsterdam. In 1810 werd hij de maire (eerste burgemeester) van Cuijk en St. Agatha, het jaar daarop overleed hij reeds. Het goed ging door vererving over op zijn kinderen, de laatste bewoner van de familie was Laurens Louis Spengler die het goed in 1830 verkocht aan Albertus Keer en zijn zwager Gideon Antonius Balthasar d'Aumerie (die was getrouwd met Sara Keer, de zus van Albertus).
Om onbekende reden werd het grootste deel van het buiten in 1831 gesloopt, van de overblijvende erker werd een woonhuis gemaakt (Overhage nr. 14). Ook de voormalige hoeve bij het landhuis bestaat nog steeds (Overhage 16 en 18). Het landgoed zelf is sinds 1979 in particulier bezit en zorgvuldig hersteld.